# Conus amadis
Espèce
Statut de conservation UICN

 LC  : Préoccupation mineure
Conus amadis est un mollusque gastéropode marin appartenant à la famille des Conidae.

## Description
- Taille maximale : 11 cm.

## Répartition
Océan Indien.